# Kolej krzesełkowa „Średnia Krokiew”
Kolej krzesełkowa „Średnia Krokiew” – kolej krzesełkowa (z krzesełkami 1-osobowymi) w Zakopanem, w ramach kompleksu skoczni narciarskich Średniej Krokwi im. Bronisława Czecha. Kolej wybudował Mostostal, a jej operatorem jest Centralny Ośrodek Sportu.

## Historia
Kolej została uruchomiona w 1988. Jest najkrótszą koleją krzesełkową w Polsce – wahadłową z krzesełkami równoległymi do trasy. Na stacjach krzesełka zatrzymują się, by umożliwić wsiadanie i wysiadanie pasażerów. W 2013 kolej uległa awarii i inspektor Transportowego Dozoru Technicznego nie zezwolił na eksploatację urządzenia.

## Dane techniczne
| Kolej krzesełkowa                     | „Średnia Krokiew” |
| ------------------------------------- | ----------------- |
| Długość trasy [m]                     | 217               |
| Poziom stacji dolnej [m n.p.m.]       | 922,0             |
| Poziom stacji górnej [m n.p.m.]       | 997,8             |
| Różnica poziomów [m]                  | 75,8              |
| Typ krzesełek                         | 1-osobowe boczne  |
| Liczba krzesełek                      | 2 zestawy x 3     |
| Zdolność przewozowa [osób na godzinę] | 123               |